# Гамідійська різанина

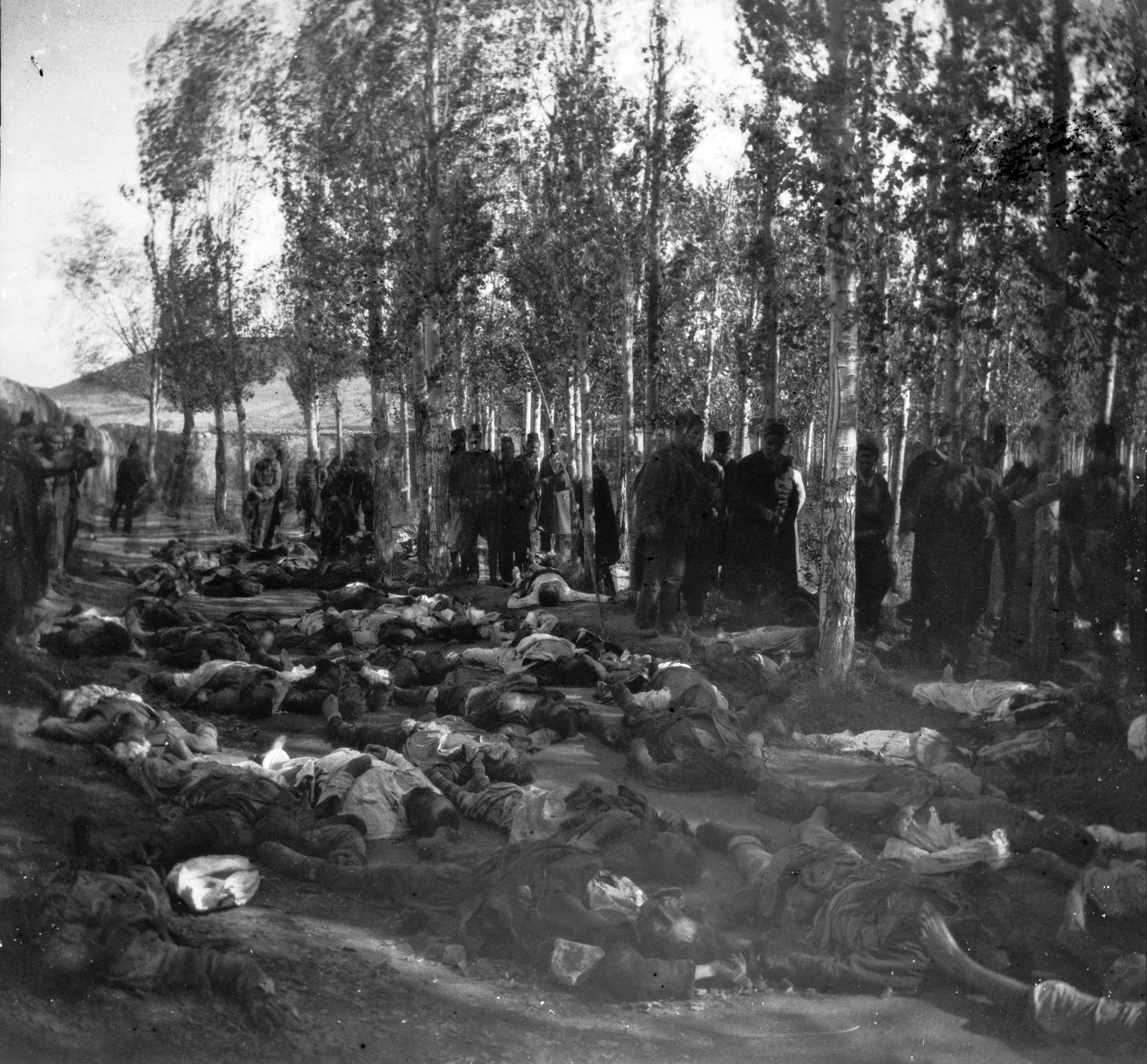
Різанина в Ерзурумі в 1895 році

Гаміді́йська різани́на (вірм. Համիդյան կոտորածներ) — серія убивств вірмен в Османській імперії у 1894—1896 роках, яка забрала життя багатьох десятків, а то й сотень тисяч вірмен. Складались із трьох епізодів: різні у Сасуні, убивств вірмен всією територією імперії восени та взимку 1895 року й різні у Стамбулі та районі Вана, приводом для якої послужили заворушення місцевих вірмен. Найкривавішою та найменш вивченою є друга фаза. Ступінь участі влади в організації убивств є предметом запеклих дебатів.

## Різанина у Сасуні
У районі Сасуна курдські вожді наклали данину на вірменське населення в обмін на відмову від набігів. У той самий час османський уряд зажадав списання заборгованостей за державними податками, які до того прощались, враховуючи обставини курдських грабежів. Відмова курдських вождів від набігів не врятувала вірмен від кочових курдських племен, які рухались на літні пасовища. Вірмени відмовились піти на подвійні побори. Збідніння та грабежі зробили їх сприйнятливими до пропаганди гнчакістів, й до літа 1893 року жителі села Талворіг почали озброюватись, щоб протистояти курдським набігам. Наступного року курди й османські чиновники зажадали від вірмен сплати данини й податків, однак, зустрівши там спротив та виявившись нездатними перемогти вірмен, поскаржились губернатору Бітліса Гасану Тексіну, який надіслав на допомогу курдам Четвертий армійський корпус під командуванням Зекі-паші. Понад місяць вірмени стримували османську армію і курдів та погодились скласти зброю тільки після обіцяної амністії й запевнень, що їхні претензії будуть почуті урядом.
Незважаючи на обіцянки османського командувача, після роззброєння почались убивства вірмен, два села Шенік і Семал були спалені, а населення, включаючи жінок, дітей і священнослужителів, підверглось насильству й жорстоким убивствам. Ті, хто лишився в живих втекли до печер гори Андок, де їх вистежили і знищили регулярні війська та курдські банди. Було вбито не менше 3000 чоловік. За цю операцію османський командир Зекі-паша отримав від султана нагороду.
Спроби британських дипломатів відвідати місце різні були заблоковані чиновниками, які стверджували, що в районі епідемія холери, однак повідомлення кореспондентів та місіонерів дійшли до Європи. Після Британії, Франції та Росії запропонували створити комісію з розслідування, однак пропозицію було відкинуто Портою, яка погодилась тільки на присутність європейських спостерігачів на слуханнях. Слухання відбулись на початку 1895 року в Муші в атмосфері залякування, тим не менше кілька вірмен погодились виступити як свідки. Розслідування дійшло висновку, що вірмени брали участь у заколоті, але європейські спостерігачі не погодились із такою оцінкою. Європейські держави діяли не узгоджено, тим не менше у травні 1895 року три посла направили султану меморандум і проект реформ, який передбачав об'єднання вірменських областей імперії, участь європейських держав у призначенні губернаторів, амністію вірменським політв'язням. Також реформа передбачала урядовий контроль над переміщеннями курдських племен, створення стимулів для їхнього переходу до осілого способу життя і роззброєння хамідіє у мирний час.

## Різанина 1895 року

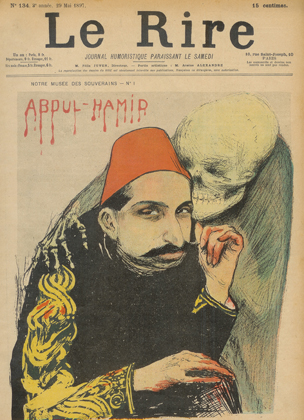
Карикатура на султана Абдул-Гаміда II, «Le Rire», 29 травня 1897, Париж

Упродовж літа тривали перемовини між європейськими країнами й Портою, під час яких остання намагалась спочатку відхилити програму реформ, а потім максимально зменшити вимоги. Оскільки рішення не приймались, гнчакісти вирішили провести велику демонстрацію у вересні 1895 року до «Баб Алі» — головної брами Блискучої Порти, повідомили західних послів, що мирний марш проводиться на знак протесту проти різні у Сасуні, терору проти вірмен та політики виживання їх з їхньої історичної території. 30 вересня близько 2000 демонстрантів вийшло на вулиці з політичними вимогами, однак їх перехопила поліція дорогою до «Баб Алі». Очікуючи на протидію влади, багато демонстрантів мали при собі зброю. Проти вірмен було виставлено натовп, який підтримували поліція та військові. Коли поліцейський вдарив демонстранта, той вихопив револьвер і вистрілив у поліцейського. В результаті перестрілки десятки вірмен було убито й сотні поранено. Поліція відловлювала вірмен й передавала їх софтам — учням ісламських навчальних закладів Стамбула, які забивали вірмен до смерті. Різанина тривала до 3 жовтня. Європейські посли вкотре висловили протест щодо безглуздих убивств вірмен, включаючи убивства на території поліцейських ділянок. Під час цієї різні 17 жовтня Абдул-Гамід під тиском Європи прийняв компромісний варіант реформ. Він був значно меншим за запропонований європейцями план, однак і це надавало вірменам надію. Приймаючи офіційно цей план, Абдул-Гамід на справі готував відповідь, яка мала провчити вірмен та європейців — різню 1895—1896 років.
Одночасно з прийняттям варіанту реформ 8 жовтня мусульмани влаштували масове убивство вірмен у Трабзоні, де було вбито й заживо спалено близько тисячі чоловік. Напад на вірменську частину міста почався з сигналу сурми, після чого натовп, включаючи одягнутих у форму солдат, почав убивати й грабувати. Ця подія стала провісником організованої вірменською османською владою серії масових убивств вірмен у Східній частині Османської імперії: Ерзінджані, Ерзурумі, Гюмюшхані, Байбурті, Урфі й Бітлісі. Надіслані султаном провокатори збирали мусульманське населення у найбільшій мечеті міста, а потім оголошували від імені султана, що вірмени почали повстання проти ісламу. Мусульманам пропонували захистити іслам від невірних та, заохочуючи грабежі вірмен, роз'ясняли, що привласнення мусульманином майна заколотників не суперечить Корану. Іншою тактикою Абдул-Гаміда стало насильницьке навернення вірмен в іслам. Цю операцію було доручено Шакіру-паші, який займав посаду інспектора окремих округів в азійській частині Османської імперії. На думку лорда Кінросса, завданням Шакіра-паші було планування й виконання масових убивств і скорочення чисельності з перспективою повного винищення вірменських християн. Різанина відбувалась у регіонах, які мали бути реформовані відповідно до плану європейських держав. На ноту послів Британії, Франції та Росії з Порти прийшла відповідь, що у заворушеннях винні, перш за все, самі вірмени. У листопаді різанина продовжилась у низці інших міст. Було вбито тисячі вірмен, ще більша кількість мала померти від голоду узимку 1895—1896 років.
Найжорстокішою була друга різанина в Урфі, де вірмени складали до третини населення міста. Узяті в облогу вірмени сховались у кафедральному соборі й зажадали від османської влади офіційного захисту. Командувач військами дав їм таку гарантію, після чого група вірмен вирушила до місцевого шейха. Той наказав кинути їх на землю та, прочитавши над ними молитву, перерізав усім горлянки. Наступного ранку натовп мусульман підпалив собор, де переховувались вірмени, і спалив заживо від 1,5 до 3 тисяч осіб. Війська, які там перебували, стріляли у будь-кого, хто намагався втекти. Удень чиновники-мусульмани, надіслані сповістити вірмен, що убивств більше не буде, вирізали останні 126 вірменських родин. Загальна кількість убитих вірмен в Урфі склала понад вісім тисяч.
Вірменам вдалось організувати опір у Зейтуні, де загін із членів партії «Гнчак» завдав поразки османським військам, захопив гарнізон і чиновників, а потім витримав облогу регулярних військ. Вірмени склали зброю тільки після втручання європейських посередників; кількох представників гнчакістів було вислано з Османської імперії, замість цього вірмени отримали загальну амністію, звільнення від колишніх податків та християнського заступника губернатора. У червні об'єднані сили партій Арменакан, Гнчак і Дашнакцутюн захистили від різні місто Ван.

## Захоплення Оттоманського банку

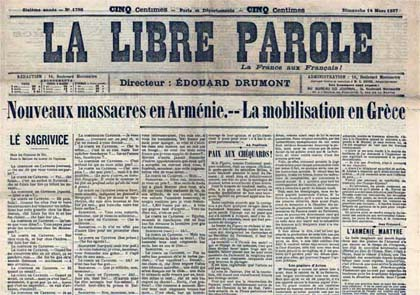
Нова різанина у Вірменії. Обкладинка газети «La Libre Parole», 1897, Париж

Попри те, що дашнаки утримувались від публічних акцій, різанина 1885 року спонукнула їх до рішення захопити будівлю Оттоманського банку. Після фінансового банкрутства Порти у 1882 році банк перебував під спільним управлінням європейських кредиторів, й захоплення банку мало привернути увагу європейців до проблеми вірмен. 26 серпня 1896 року група гарно озброєних дашнаків захопила будівлю Османського банку, узяла європейський персонал у заручники, та, погрожуючи підривом банку, зажадала від османського уряду провести обіцяні політичні реформи. У переданій петиції змовники засудили різню вірмен, зажадали від європейців проведення реформ у шести вірменських областях Османської імперії, політичних прав та звільнення політв'язнів. Також було висунуто вимоги щодо європейського комісара, який би курирував реформи, та змішаної європейсько-мусульманської жандармерії. В результаті перемовин представник російського посольства і директор банку, Едгар Вінсент, переконали нападників залишити будівлю банку під особисту гарантію безпеки. Також їм було обіцяно, що європейські країни розглянуть їхні вимоги, але обіцянка не містила конкретних заходів. Висловлювались думки, що дашнаки таким чином провокували анти вірменські погроми для привернення уваги європейців, однак незважаючи на логічність такого висновку для нього мало переконливих доводів. Влада почала організовувати напади на вірмен ще до того, як нападники залишили банк. Поліцейські агенти, переодягнені студентами мусульманських закладів, збирали натовпи людей. Були також повідомлення, що владі було первинно відомо про змову, але їй дали здійснитись, щоб виправдати подальші погроми. Упродовж двох днів за очевидної бездіяльності влади османи забивали до смерті будь-якого вірменина, убивши понад 6000 чоловік. У другий день бійні представники шістьох європейських держав заявили протест Османській імперії, а до вечора англійці почали висадку військових моряків, що зупинило убивства. Європейські держави надіслали до міністерства закордонних справ Османської імперії серію колективних нот, у яких вони констатували, що різанина не була спонтанним явищем, а проводилась під наглядом влади. Османська влада обіцяла здійснити арешти винних, але так і не зробила цього.
У Британії ці події спричинили кризу; 86-річний прем'єр-міністр Великої Британії Вільям Гладстон повернувся з відставки, щоб виступити з останньою промовою проти імперії «непередбачуваного Турка», яка має бути «стертою з мапи світу» як «ганьба цивілізації» та «прокляття людства» (Ансарі пояснює це ісламофобією Гладстона, а Блоксгем — його ліберальними ідеями). Політичні мотиви завадили європейським країнам провести, відповідно до Кіпрської конвенції, інтервенцію в Османській імперії. Французька республіка та Німецька імперія мали економічні інтереси у Османській імперії, Велика Британія була не готовою йти на поступки Російській імперії заради підтримки вірмен, а Росія не була зацікавленою у створенні незалежної Вірменії. Після початку греко-турецької війни 1897 року за Крит західні держави не зробили нічого для полегшення долі вірмен.
Історик лорд Кінросс зазначає: «Непримиренна впертість Абдул-Гаміда принесла йому перемогу над Заходом. Але холодна нелюдяність його дій принесла йому довічну ганьбу в очах цивілізованого світу».

## Оцінки й наслідки
| Регіон / Область                                          | Регіон / Область                                          | Кількість вірмен у 1912 році (за даними вірменської патріархії) | Кількість вірмен у 1912 році (за даними вірменської патріархії) |
| --------------------------------------------------------- | --------------------------------------------------------- | --------------------------------------------------------------- | --------------------------------------------------------------- |
| Шість вірменських областей турецької Вірменії             | Ерзерум                                                   | 215 000                                                         | 1 018 000                                                       |
| Шість вірменських областей турецької Вірменії             | Ван                                                       | 185 000                                                         | 1 018 000                                                       |
| Шість вірменських областей турецької Вірменії             | Бітліс                                                    | 180 000                                                         | 1 018 000                                                       |
| Шість вірменських областей турецької Вірменії             | Арпут                                                     | 168 000                                                         | 1 018 000                                                       |
| Шість вірменських областей турецької Вірменії             | Сівас                                                     | 165 000                                                         | 1 018 000                                                       |
| Шість вірменських областей турецької Вірменії             | Діярбакир                                                 | 105 000                                                         | 1 018 000                                                       |
| Сусідні із шістьома областями турецької Вірменії, області | Сусідні із шістьома областями турецької Вірменії, області | 145 000                                                         | 145 000                                                         |
| Кілікія                                                   | Кілікія                                                   | 407 000                                                         | 407 000                                                         |
| Західна Анатолія і європейська Туреччина                  | Західна Анатолія і європейська Туреччина                  | 530 000                                                         | 530 000                                                         |
| Разом                                                     | Разом                                                     | 2 100 000                                                       | 2 100 000                                                       |

Європейські мандрівники і дослідники оцінювали кількість вірменського населення середини XIX століття у 2,5 мільйони осіб. Вірменська патріархія оцінила розмір пастви у 1882 році у 2 660 000 чоловік. Підрахунки патріархії у 1912 році показали 2 100 000 вірмен, зменшення на 500 000 ймовірно пов'язане з убивствами 1894—1896 років та 1909 року, а також із втечею вірмен на Кавказ, до європейських країн та США. В областях сусідніх із шістьома областями османської Вірменії вірменське населення становило меншість. Вони були відокремлені від вірменських областей під час реформи Абдул-Гаміда з перегляду кордонів, що розцінювалось вірменськими лідерами як джеррімендерінг (переформування виборчих округів з метою забезпечення результатів виборів). Статистика вірменської патріархії оцінювала етнічний склад населення у шести основних вірменських областях у такій пропорції: вірмени 38,9% (усього християн, включаючи несторіанців і греків — 45,2%), османи 25,4%, курди 16,3%, однак ця статистика також маніпулювала цифрами. Так, у ній не враховувались курдо- і османонаселені санджаки на півдні й заході регіону, а неортодоксальні мусульмани проходили у категорії «інші релігії». Статистика оттоманського уряду різко відрізнялася від патріаршої й показувала загальну чисельність вірмен в імперії у 1 295 000 чоловік (7%), в тому числі у шести основних регіонах 660 000 (17%) вірмен проти 3 000 000 мусульман. У вересні 1915 року губернатор Діарбекира повідомляв, що він вислав з області 120 000 вірмен, майже вдвічі менше, ніж показувала офіційна османська статистика.
| Етнічний склад імперії у 1914 році відповідно до офіційної османської статистики |
| Вірменське населення, 1914                                                       |

Точну кількість жертв різні 1894—1896 років підрахувати неможливо. До завершення насильницьких дій лютеранський місіонер Йоганнес Лепсіус, який перебував на той час у Османській імперії, використовуючи німецькі та інші джерела, зібрав таку статистику: убитих — 88 243, розграбовано — 546 000, розграбованих міст і сіл — 2 493, навернено в Іслам сіл — 456, понівечено церков і монастирів — 649, перетворено на мечеті церков — 328. Оцінюючи загальну кількість убитих, Кінросс наводить цифру 50—100 тисяч, Блоксгем — 80—100 тисяч, Ованнісян — близько 100 тисяч, Адалян і Тоттен — від 100 до 300 тисяч, Дадрян — 250—300 тисяч, Сюні — 300 тисяч.
Упродовж десятиліття після погромів 1894—1896 років напади нечисленних вірменських революційних груп на чиновників, інформаторів і представників ворожих племінних утворень відбувались на території Сасуна, Муша й Бітліса. Дії цих груп мали співчуття серед вірменського населення, однак не могли зупинити збідніння селян та еміграцію з території історичної Вірменії.
У 1902 році представники Дашнакцутюн і Гнчак у кількості сорока семи делегатів, які представляли османські, арабські, грецькі, курдські, вірменські, албанські, черкеські та європейські організації, взяли участь у першому Конгресі оттоманських лібералів у Парижі й уклали угоду проти султана. Конгрес зажадав рівних прав для усіх громадян імперії, місцевого самоврядування, захисту територіальної цілісності імперії та відновлення конституції, призупиненої 1878 року. Прийняття запропонованої вірменами резолюції, відповідно до якої європейським спостерігачам надавались повноваження контролювати додержання прав меншин, було різко засуджено присутніми османськими націоналістами, якими вважали, що вірмени не мають потреби у спостерігачах й особливому статусі у майбутній конституційній Османській імперії. У 1904 році знову почались заворушення у Сасуні, у відповідь хамідіє й османська армія здійснили каральну операцію у регіоні. У той самий час у Софії проходив третій конгрес Дашнакцутюн, який дійшов висновку про особисту відповідальність Абдул-Гаміда за убивства вірмен і вирішив усунути султана. Головний виконавець Христофор Мікаелян підірвався у 1905 році на призначеній для султана вибухівці, однак змову було продовжено. Під час замаху Абдул-Гамід дещо відхилився від свого звичайного п'ятничного маршруту, що врятувало йому життя. Вибух знищив карету султана й частину його свити. У змові, окрім вірмен, брали участь представники й інших етносів та конфесій.
З точки зору Оттоманської держави різанина 1894—1896 років у політичному сенсі була анархічним проявом примітивного націоналізму (включаючи терор та експропріацію), а у релігійному сенсі — неконсервативною реакцією проти «нижчої», але такої, що швидко розвивається, релігійної групи. Також це слугувало попередженням вірменським націоналістам проти вимог реформ. Участь султана Абдул-Гаміда у стамбульській і ванській різні 1896 року не викликає сумнівів, ступінь його участі в інших епізодах була не ясною. У другому, найкривавішому, епізоді центральна координація була б ускладнена слабкою інфраструктурою імперії, тому основну роль у різні відіграли прості мусульмани й мухаджири, в тому числі курди й представники мусульманських студентських утворень. Можливо, султану доповідалась однобічна інформація, а повідомлення європейських представників подавались як антиосманська пропаганда. Тим не менше, це не знімає з нього відповідальності за насадження антихристиянського ісламського шовінізму, в атмосфері якого відбувались убивства. Також слід враховувати, що заохочення Абдул-Гамідом посадових осіб, причетних до убивств, означає, що, з його точки зору, вони діяли в інтересах османської держави й у рамках проваджуваної нею політики. Роль османських чиновників, армії та поліції відрізнялися у різних епізодах різні, однак у своїй масі вони вважали, що це було тільки відповіддю на дії самих вірмен, при цьому під дією розумілись в тому числі, як саме існування вірменських партій, так і отримані під тортурами «зізнання» вірмен. Розповсюджені у той час чутки про те, що за вірменами стяла Британія, не відповідали дійсності. Дії вірменських політичних партій і план реформ 1895 року іноді слугували каталізатором для різні, однак у будь-якому сенсі не виправдовували убивства вірмен.
Окрім державного спонукання, різанина 1895—1896 років відзначалась активною участю у ній та у грабунках османського населення Османської імперії, що зумовлювалось глибоким соціальним і психологічним розшаруванням османського суспільства. Комерційні таланти вірмен стереотипно приписувались хитрості й гріховності вірменського характеру, що збільшувало у мусульман почуття власної гідності та дозволяло їм не замислюватись про власну відсталість. Прямим наслідком цієї заздрості було широко розповсюджене після різні вірменського населення мародерство, як стимул і нагорода за погроми.
Вільям Лангер у праці «Дипломатія імперіалізму» («The Diplomacy of Imperialism») запропонував, що революційні лідери вірмен розраховували на те, що спричинені їхніми діями страждання вірмен привернуть увагу до вірменського питання. Ця точка зору була оскаржена Дональдом Броксманом та Рональдом Суні, який вважав, що для такого твердження немає жодних доказів. Цю «тезу провокації» було повторено у праці Стенфорда Шоу 1977 року , де стверджувалось, що різанина була реакцією на вірменську провокацію та що гнчакісти мали намір створити соціалістичну вірменську республіку у шести анатолійських областях, з яких усі мусульмани будуть депортовані або вбиті. Роберт Мелсон, аналізуючи це твердження Шоу, зазначає, що подібна думка не має підтвердження у інших істориків, а сам Шоу робить подібний висновок без посилань на будь-які цитати й не даючи пояснень. «Теза провокації» є одним з методів, що застосовуються тими, хто заперечує геноцид вірмен